# San Isidro (Surigao del Norte)
San Isidro is een gemeente in de Filipijnse provincie Surigao del Norte op het eiland Siargao. Bij de laatste census in 2007 had de gemeente ruim 6 duizend inwoners.

## Geografie

### Bestuurlijke indeling
San Isidro is onderverdeeld in de volgende 12 barangays:
| - Buhing Calipay - Del Carmen - Del Pilar - Macapagal - Pacifico - Pelaez | - Roxas - San Miguel - Santa Paz - Santo Niño - Tambacan - Tigasao |

## Demografie
San Isidro had bij de census van 2007 een inwoneraantal van 6.229 mensen. Dit zijn 171 mensen (2,8%) meer dan bij de vorige census van 2000. De gemiddelde jaarlijkse groei komt daarmee uit op 0,38%, hetgeen lager is dan het landelijk jaarlijks gemiddelde over deze periode (2,04%). Vergeleken met de census van 1995 is het aantal mensen met 438 (7,6%) toegenomen.

De bevolkingsdichtheid van San Isidro was ten tijde van de laatste census, met 6.229 inwoners op 42,03 km², 137,8 mensen per km².